# 大和田成
大和田 成（おおわだ なる、1976年4月28日 - ）は日本中央競馬会（JRA）美浦トレーニングセンターに所属する調教師。
父は元JRA調教師・騎手の大和田稔。

## 経歴
調教師の父のもと幼少期から競馬に触れて育つ。騎手を目指していたが断念し、調教師を志すようになった。 大学卒業後は社台ファームに従事する。
2001年7月、JRA競馬学校厩務員課程に入学する。
2011年、調教師試験に合格する。同期には小野次郎、木村哲也、栗田徹らがいる。同年5月21、勇退する本郷一彦調教師の厩舎を引き継ぐ形で開業した。同年5月28日、3回東京1Rのシースプレイが初出走となり、7月2日の3回中山2RのゲーリックストームでJRA初勝利を挙げた。
2018年8月12日、新潟2Rのバットオールソーで勝利し、JRA通算100勝を達成した。

## 調教師成績
|            | 日付           | 競馬場・開催    | 競走名    | 馬名               | 頭数 | 人気 | 着順 |
| ---------- | -------------- | --------------- | --------- | ------------------ | ---- | ---- | ---- |
| 初出走     | 2011年5月28日  | 3回東京3日目1R  | 3歳未勝利 | シースプレイ       | 16頭 | 6    | 6着  |
| 初勝利     | 2011年7月2日   | 3回中山5日目2R  | 3歳未勝利 | ゲーリックストーム | 16頭 | 1    | 1着  |
| 重賞初出走 | 2012年7月14日  | 2回函館5日目11R | 函館2歳S  | イーサンヘイロー   | 16頭 | 16   | 14着 |
| GI初出走   | 2013年12月15日 | 5回中山6日目11R | 朝日杯FS  | マイネルディアベル | 16頭 | 9    | 4着  |

## おもな厩舎所属者
- 辻哲英（2012年 - 2013年、調教助手）のちに調教師
- 伊坂重信（2019年、調教助手）のちに調教師